# Clathria caelata
Clathria caelata är en svampdjursart som beskrevs av Hallmann 1912. Clathria caelata ingår i släktet Clathria och familjen Microcionidae. Inga underarter finns listade i Catalogue of Life.